# Carina Claassens
Carina Claassens (Sabie, 9 augustus 1981) is een Zuid-Afrikaans kunstenares die sinds 2005 in Nederland woont en werkt.

## Biografie
Claassens is geboren in een natuurreservaat nabij het Krugerpark. Tijdens haar tienerjaren verhuisde zij naar Pietersburg (Polokwane). Van 2000 tot 2002 studeerde ze Fijne en Toegepaste Kunsten aan de Technikon Universiteit van Pretoria, waar haar hoofdvakken Printen, Keramiek, Tekenen en Kunstgeschiedenis waren.
Na haar afstuderen verhuisde ze naar Maputo, Mozambique, om vervolgens in 2005 naar Nederland te komen.
Behalve bezig te zijn met haar eigen kunst, zet zij zich ook in om aankomende jonge (Zuid-Afrikaanse) kunstenaars een platform te geven in Europa. Hiervoor heeft zij een aantal groepstentoonstellingen georganiseerd, waaronder Ubuntu in 2007, en de kunsttentoonstelling van het Afrovibes-festival in 2008. Recentelijk heeft zij hiervoor een stichting opgezet: Stichting ZWAP!

## Stijl
Claassens laat zich inspireren door de vrouwelijke vorm, in alle aspecten. Zij verwerkt dit in figuratieve kunstwerken in keramiek, schilderijen, tekeningen en etsen.
Meer recentelijk maakt ze gebruik van mixed media, met name in de 'Memory Series'. Deze werken zijn gebaseerd op haar eigen herinneringen en ervaringen, en op die van vriendinnen en familieleden. Bij deze serie omwikkelt ze het doek met touw. De symboliek hiervan is dat ze hiermee haar angsten, geheimen en verloren momenten vasthoudt, zodat ze niet zal vergeten wie ze is. De relatie met haar herinneringen drukt ze zelf uit in de zinsnede: "Yesterday made me".

## Exposities
Haar werk is op diverse (internationale) tentoonstellingen te zien geweest, de belangrijkste hiervan zijn:
- Polokwane Art Museum, Polokwane, Zuid-Afrika
- Johannesburg Civic Center, Johannesburg, Zuid-Afrika (World Summit)
- GZ8 Galerie Zuidvliet, Maasluijs (Groepstentoonstelling)
- ABC Treehouse Gallery, Amsterdam (Ubuntu)
- Grote Kerk Oosthuizen, Oosthuizen ('Kunst uit Afrika')
- Florence Biennale 2007, Florence, Italië
- Dolmabahce Gallery, Istanbul, Turkije ('Instants')
- Galerie Walls, Amsterdam ('Thrill and Suspense')
- Artstable Gallery, Amsterdam ('South-African Art Today')
- Bunkervilla 'La Defense', Den Haag ('Florence Biennale revisited')
- artSPACE, Berlijn, Duitsland ('ALPOA — A Little Piece Of Africa')

## Publicaties
- Florence Biennale, 2007
- Instants: Dolmabahce Palace, 2008

## Interviews
- English Breakfast Show: juni 2007 en september 2008, Amsterdam.
- SAfm: juli 2008, Zuid-Afrika
- Sander de Haas, Frascati Theater: 2008, Amsterdam